# Eunidia amaniana
Eunidia amaniana es una especie de escarabajo longicornio del género Eunidia, categorizada en la tribu Eunidiini, de la subfamilia Lamiinae. Fue descrita por Teocchi, Sudre & Jiroux en 2016.

## Descripción
Mide 5,5 mm de longitud.

## Distribución
Se distribuye por Tanzania.